# Arnica

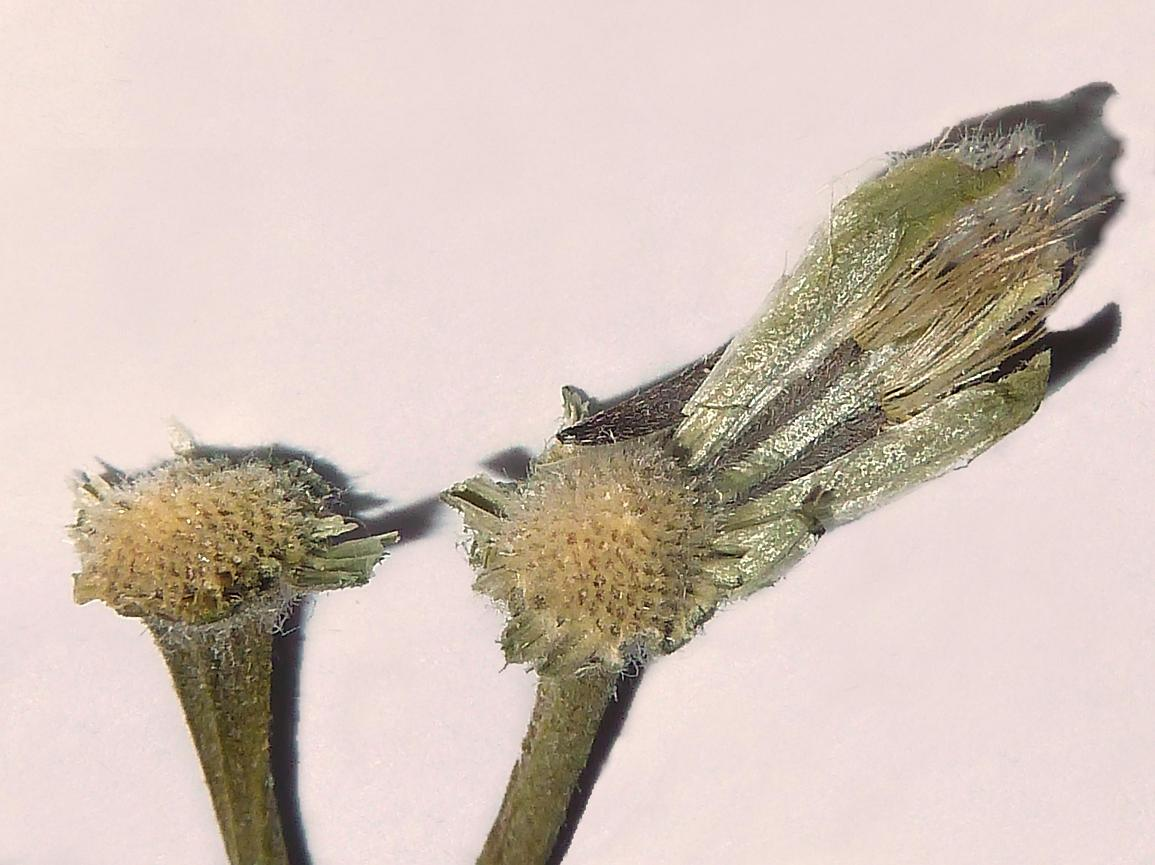
Un ejemplo de receptáculos hemiesféricos alveolados y lanudos, uno de ellos aún con unas cipselas in situ, en Arnica sp. ex. gr. montana -.

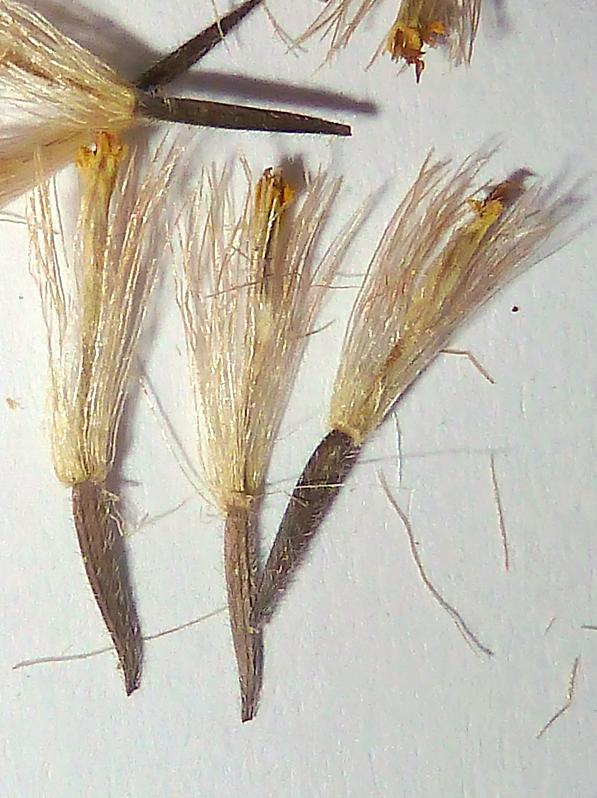
Un ejemplo de cipselas sueltas (aún con los flósculos) en Arnica sp. ex. gr. montana -.

Arnica es un género con unas 30 especies de plantas perennes, herbáceas, que pertenecen a la familia de las asteráceas.

## Etimología
El nombre del género Arnica es una deformación latina que deriva del griego πραγμική (pragmique), del sustantivo πραγμός (pragmos), estornudo, por su capacidad de hacer estornudar.

## Características
Las especies del género Arnica tienen un escape floral largo (60 cm) y erecto, generalmente sin ramificar o poco ramificado. Tienen las hojas velludas y opuestas, pecioladas o sésiles. Estas son de forma muy variable: ovaladas, cordiformes, deltoides, elípticas, lanceoladas o lineales; los bordes son enteros o denticulados, raramente ligeramente lobulados. Las caras son glabras, hirsutas, hispídulas, peludas, tomentosas o lanudas. Además, existe a menudo una roseta basal. Desarrollan un capítulo grande, con respecto al resto de la planta, de color amarillo o naranja. Las cabezas tienen de 6 a 8 cm de diámetro. Las brácteas involucrales son peludas y dispuestas en una o dos filas. Cada capítulo tiene entre 5 y 20 flores liguladas y, en el disco del receptáculo, que es obcónico/hemiesférico, alveolado y cortamente lanudo, los flósculos son numerosos (hasta 120) y hermafroditos. Los frutos son cipselas homógamas, alargadas y estrechas, más o menos hirsutas y longitudinalmente surcadas, coronadas por un vilano, generalmente caedizo, de cerdas finas insertadas en un anillo apical, denticuladas o subplumosas a plumosas, de color marrón, rojo, blanco o amarillo pálido. La planta tiene un leve olor aromático. La poliploidia y apomixis son comunes, lo que genera una considerable variabilidad morfológica.

## Hábitat y distribución
Género circumboreal y de montaña sub-alpino que se presenta principalmente en las regiones templadas del oeste de América del Norte y en los prados o zonas de pastos de montaña, con al menos dos especies originarias de Eurasia: Arnica angustifolia y Arnica montana. Tiene numerosos endemismos, y su hábitat son las zonas frías desprovistas de cal, con suelos ácidos y con poco nitrógeno. La mayor parte de las especies han evolucionado para protegerse del frío, y prefieren zonas soleadas y resguardadas del viento.
El género es muy sensible a la eutrofización de los suelos, esto es, a su contaminación por usos industriales o por nitratos procedentes del ganado; incluso sucumbe a las deposiciones aéreas de las aves. La contaminación de muchas montañas europeas ha llevado a la extinción de especies endémicas, y están consideradas las restantes en peligro de extinción. El género no tolera los suelos calizos, por lo cual no existe en muchas partes de España, Italia y Grecia.
Sus especies están protegidas en muchos países europeos por su escasez, debida a sus altos requerimientos ecológicos y a que está, además, en trance de extinción, debido a su recolección furtiva para su venta como remedio medicinal.
Algunas larvas de lepidópteros (como Bucculatrix arnicella) se alimentan de plantas de este género.

## Especies aceptadas deArnica

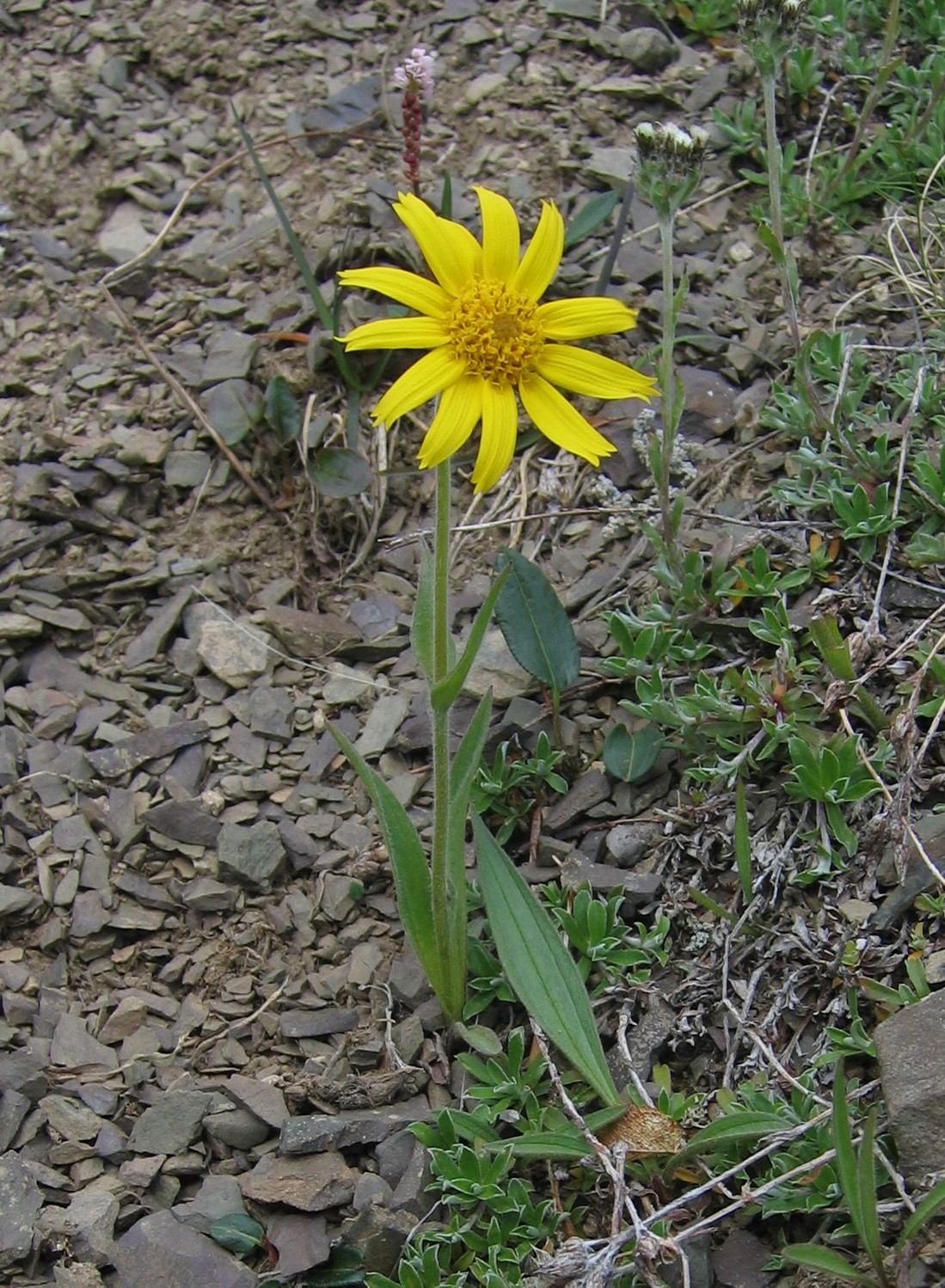
Arnica angustifolia

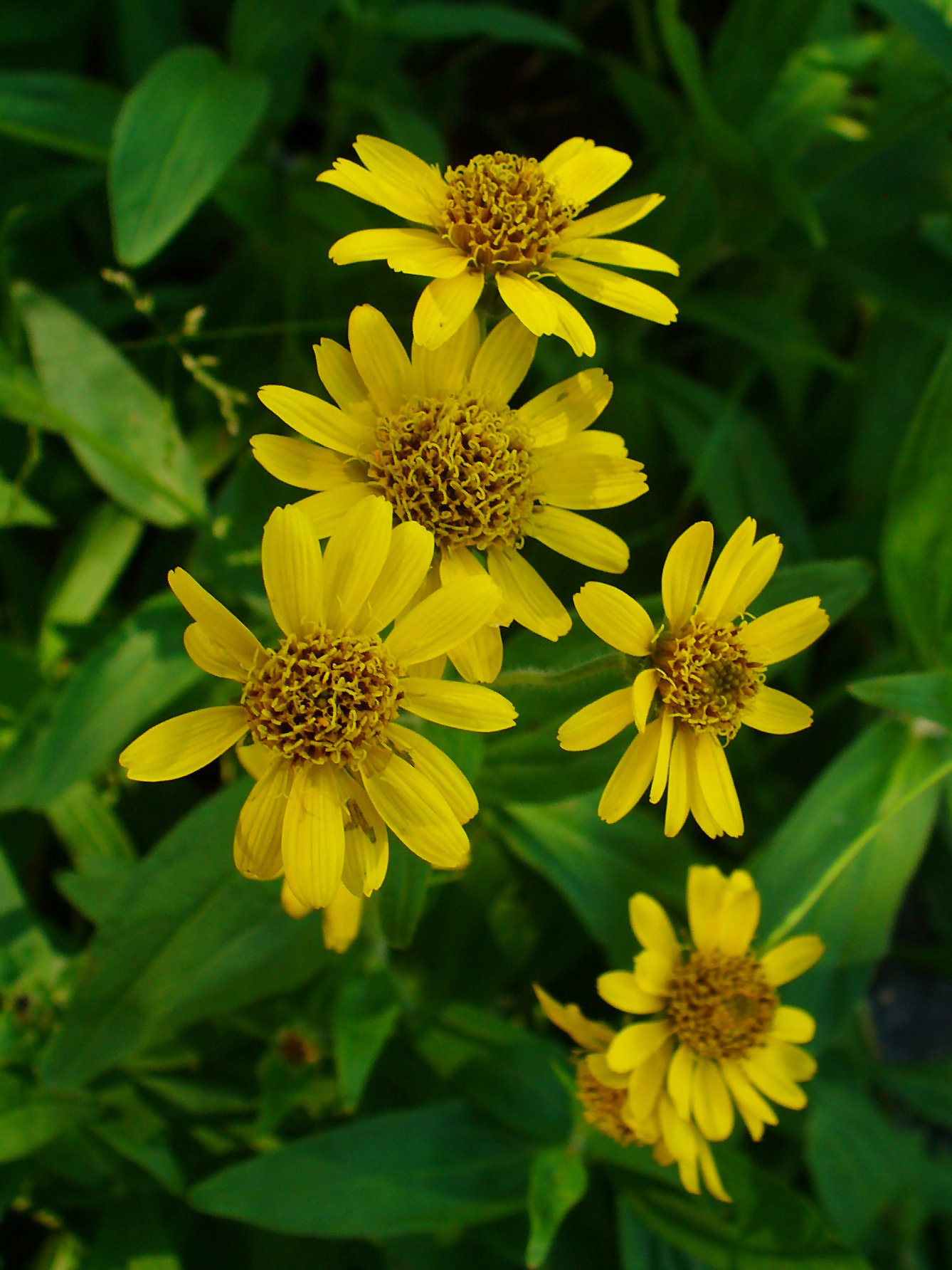
Arnica chamissonis

El género tiene unos 35 taxones específicos y 7 infraespecíficos aceptados, de los más de 440 descritos, los otros son prácticamente todos sinónimos.
- Arnica acaulis (Walter) "Britton, Sterns & Poggenb."
- Arnica angustifolia Vahl non Turcz. ex Ledeb.
- Arnica attenuata (Greene) Maguire
- Arnica cernua Howell
- Arnica chamissonis Less.
- Arnica cordifolia Hook.
- Arnica dealbata (A.Gray) B.G.Baldwin
- Arnica denudata Greene
- Arnica discoidea Benth.
- Arnica fulgens Pursh
- Arnica gracilis Rydb.
- Arnica griscomii Fernald
- Arnica intermedia Turcz.
- Arnica lanceolata Nutt.
- Arnica latifolia Bong.
- Arnica lessingii (Torr. & A.Gray) Greene
- Arnica lonchophylla Greene
- Arnica longifolia D.C.Eaton
- Arnica louiseana Farr
- Arnica mallotopus (Franch. & Sav.) Makino
- Arnica mollis Hook.
- Arnica montana L.
- Arnica nevadensis A.Gray
- Arnica ovata Greene
- Arnica parryi A.Gray
- Arnica porsildiorum B.Boivin
- Arnica rydbergii Greene	A
- Arnica sachalinensis (Regel) A.Gray
- Arnica sororia Greene
- Arnica spathulata Greene
- Arnica unalaschcensis Less.
- Arnica venosa H.M.Hall
- Arnica viscosa A.Gray

## Usos
Varias especies, como Arnica montana y Arnica chamissonis, contienen helenalina, una lactona que es un ingrediente esencial en preparados antiinflamatorios usados en su mayoría contra las contusiones y magulladuras. 
Su uso medicinal, como el de estimular el sistema nervioso y el cerebro, no está comprobado. Sí se ha demostrado cierta utilidad en el tratamiento de la artrosis.  Sin embargo sus preparados homeopáticos en la mayoría de los casos no muestran utilidad. En los casos en los que el preparado homeopático muestra utilidad, es solo para tratar el dolor aunque la referencia no indica si este efecto es superior al efecto placebo.
Macerar sus flores en aceite de oliva es un remedio tradicional contra los golpes con hematoma o torcedura.
La recolección tiene lugar después de la floración. Dada la toxicidad de la flor, conviene conservar solamente las hojas. Arnica montana se ha utilizado medicinalmente durante siglos; sin embargo, no hay estudios científicos que demuestren su eficacia médica. Las raíces contienen derivados del timol, que se utilizan como fungicidas y conservadores. Se utiliza actualmente en la preparación de linimentos y pomadas para torceduras, esguinces y contusiones. Se utilizan además preparaciones comerciales. Se ha demostrado clínicamente que los derivados del timol que se concentra en las raíces de las plantas son útiles como vasodilatadores efectivos de los capilares sanguíneos subcutáneos. La planta puede fumarse en forma de sustancia negra de olor dulce y agradable. Las hojas reducidas a polvo son estornutatorias.